# Prova del 9 (singolo)
Prova del 9 è un singolo dei rapper italiani DrefGold e Tony Boy, pubblicato l'8 dicembre 2023.

## Video musicale
Il videoclip, diretto da Mattias Hoxha e AhmedChops, è stato pubblicato il 13 dicembre 2023 attraverso il canale YouTube di DrefGold.

## Tracce
1. Prova del 9 – 2:10